# Fitzhead
Fitzhead – wieś w Anglii, w hrabstwie Somerset, w dystrykcie (unitary authority) Somerset. Leży 66 km na południowy zachód od miasta Bristol i 225 km na zachód od Londynu. W 2002 miejscowość liczyła 251 mieszkańców.